# Милошевич, Владо
Владо Милошевич (серб. Владо Милошевић, Vlado Milošević; 10 апреля 1901, Баня-Лука, Босния и Герцеговина — 6 февраля 1990, Баня-Лука, СР Босния и Герцеговина) — югославский композитор и этномузыковед, собиратель боснийских народных песен.

## Биография
Родился в Баня-Луке в известной купеческой семье. Окончил в родном городе начальную и среднюю школы, ходил в музыкальный класс. Учился истории и географии в Белградском университете, педагогике и музыке — в Загребе. Преподавал в педагогическом училище в Баня-Луке, с 1934 года первый директор музыкальной школы, вёл классы скрипки и сольфеджио.
Как композитор начинал с обработок и аранжировок для хора, затем перешёл к сольным песням.
В 1941 году, спасаясь от террора усташей, бежал с семьёй в Ниш. Работал учителем в гимназии. Там написал свою первую инструментальную пьесу. Вернулся в Баня-Луку в 1946 году.
После войны работал в Музее Боснийской Краины, дирижировал хором «Единство». Сочинил несколько камерных и оркестровых произведений, и оперу «Барсук перед судом». Посетил почти каждую боснийскую деревню и записал все виды народного пения. Эти записи обработал и опубликовал в четырех книгах, к которым позже добавилось ещё несколько сборников.
С 1964 года — на пенсии, по продолжал творческую деятельность. В 1973 году написал драматическую симфонию, навеянную сильным землетрясением 1969 года.
Автор около 500 музыкальных произведений.
Член Академии наук и искусств Боснии и Герцеговины.
Умер в Баня-Луке 6 февраля 1990 года. Уже 23 февраля того же года музыкальной школе, в которой он когда-то работал, было присвоено его имя. Похоронен на православном кладбище Св. Пантелии в Борике. В доме, который он сам построил и в котором жил, после его смерти был организован музей.
В 2001 году выпущена посвящённая ему почтовая марка.